# Saša Lozar
Saša Lozar (Laduč, 12. veljače 1980.) hrvatski je pjevač i radijski voditelj. Postao je poznat 2003. godine kao natjecatelj prve sezone u glazbenom Story SuperNova Music Talents na Novoj TV. Krajem 2003. godine formirao je boy band "Saša, Tin i Kedžo" zajedno s Damirom Kedžom i Tinom Samardžićem. Kao umjetnik dobio je zreliji imidž 2007. godine s izdavanjem svog debitantskog solo albuma 1 Dan.

## Rani život
Pohađao je gimnaziju Tituš Brezovački, te završio 1998. godine.

## Glazbena karijera
Prvi glazbeni nastup imao je 1992. godine kada je kao natjecatelj sudjelovao u emisiji Turbo Limach Show na Hrvatskoj radioteleviziji. Prošao je u finale gdje je završio kao drugi.
2003. godine sudjelovao je na prvoj i jedinoj sezoni talent showa Nove TV Story SuperNova Music Talents pjevajući “Hero” od Mariah Carey i “Kad mi dođeš ti” Olivera Dragojevića. Kasnije je nastavio karijeru kao radijski voditelj. Proglašen je kao drugoplasirani prve sezone Story SuperNova Music Talents.
U siječnju 2004. postao je dio hrvatskog boy banda "Saša, Tin i Kedžo", zajedno s Damirom Kedžom i Tinom Samardžićem. Debitantski album benda, pod nazivom Instant, prodan je u 10.000 primjeraka, dok je njihov debitantski singl "365" šest tjedana bio na vrhu hrvatskih ljestvica. 2005. godine bend se raspao što je Saši Lozaru i ostalim članovima omogućilo samostalne projekte.
Dana 29. svibnja 2006. godine, objavio je svoj debitantski singl "Na kraju dana". Njegov debitantski album 1 dan objavio je Croatia Records 30. lipnja 2007. godine.
Dana 7. rujna 2015. godine, najavio je da će se pridružiti ekipi druge sezone televizijskog showa Tvoje lice zvuči poznato, gdje su natjecatelji poznate ličnosti koje svakog tjedna na pozornici predstavljaju drugu glazbenu ikonu. U finalu sezone koje je održano 6. prosinca 2015. proglašen je pobjednikom.
Sinkronizirao je Brancha u verziji na hrvatskom jeziku komercijalno uspješnog animiranog filma Trolovi (2016.).
U travnju 2020. godine objavio je singl "Dama", produkcija Agapa.
U veljači 2021. godine Saša Lozar objavio je romantičnu R’n’B baladu “Vrati Se”. Balada podsjeća na stil Steviea Wondera pa se koliko traje pjesma, pomiješao soul, rhythm and blues i pop s toplom bojom njegovog tenora. Za ovaj singl snimljen je video spot u zimskoj idili, te ljepotama i netaknutim dijelovima prirode Grabovca i njegove okolice.

## Diskografija

### Studijski albumi
- 1 dan (2007.)

### Singlovi
| "Žena sve vidi"                                   | 2013. | 18 | Singlovi bez albuma |
| "Opčinjen"                                        | 2014. | 7  | Singlovi bez albuma |
| "Nitko kao mi"                                    | 2014. | 2  | Singlovi bez albuma |
| "Za nas dvoje"                                    | 2016. | 33 | Singlovi bez albuma |
| "Tebi"                                            | 2017. | 13 | Singlovi bez albuma |
| "Tajno"                                           | 2017. | 6  | Singlovi bez albuma |
| "Da"                                              | 2018. | 3  | Singlovi bez albuma |
| "Šala"                                            | 2018. | 7  | Singlovi bez albuma |
| "Budi"                                            | 2019. | 2  | Singlovi bez albuma |
| "Hej, Badnjak je"                                 | 2019. | 3  | Singlovi bez albuma |
| "Dama"                                            | 2020. | 18 | Singlovi bez albuma |
| "Vrijeme"                                         | 2020. | 6  | Singlovi bez albuma |
| "Vrati se"                                        | 2021. | 5  | Singlovi bez albuma |
| "Daleko od raja"                                  | 2021. | 9  | Singlovi bez albuma |
| "—" označava izdanja koja nisu bila na ljestvici. |       |    |                     |

## Filmografija

### Sinkronizacija
- "Trolovi" kao Branch (2016.)

## Vanjske poveznice
- Saša Lozar u internetskoj bazi filmova IMDb-u (engl.)
- Diskografija na Discogs
- Stranica na Last.fm
- Stranica na Instagramu